# آسیاتیرانوس

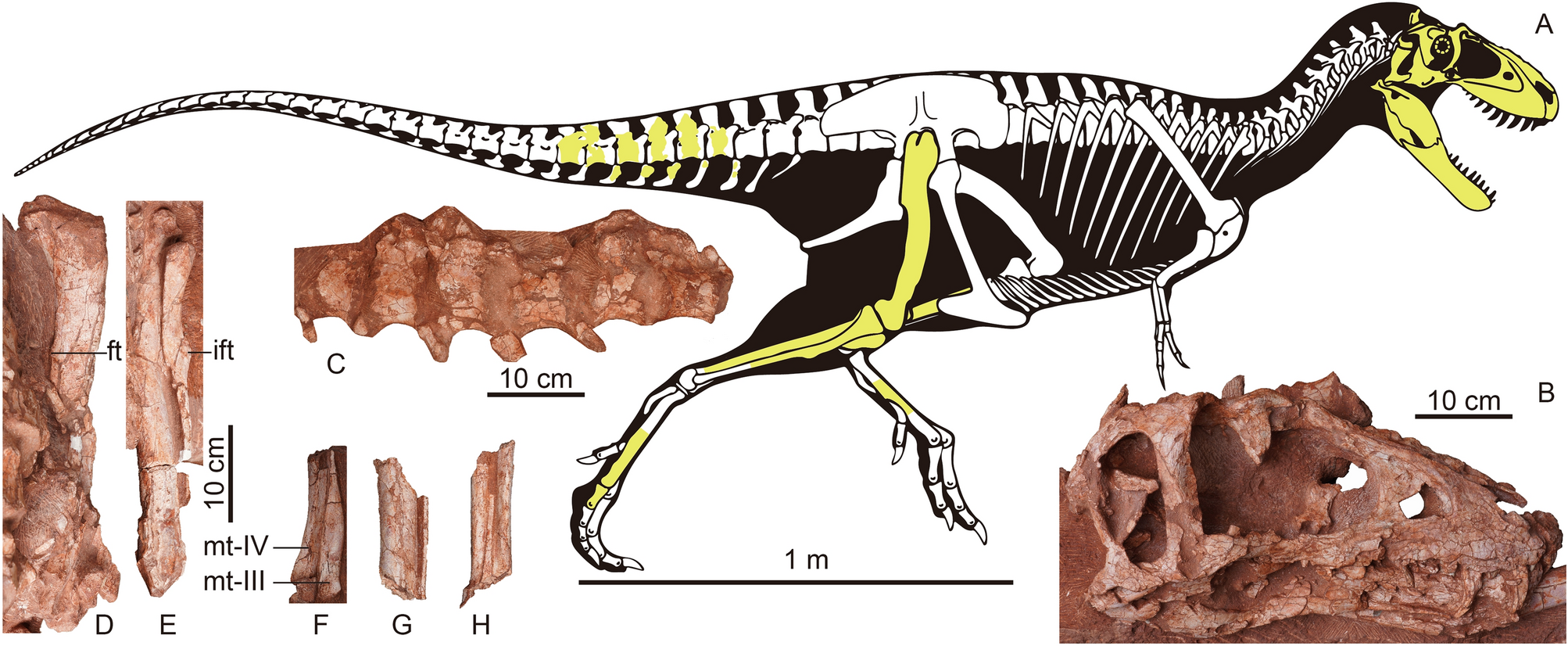

آسیاتیرانوس (انگلیسی: Asiatyrannus) دایناسوری بود از خانواده تیرانوسارید که در دوره کرتاسه پسین، حدود ۷۰ میلیون سال پیش، در آنچه امروزه آسیا نامیده می‌شود، زندگی می‌کرد. آسیاتیرانوس به گروه دایناسورهای تروپود تعلق دارد که به شکارچیان دوپای گوشت‌خوار شناخته می‌شوند. این دایناسور با دایناسور معروف تیرانوسوروس رکس نسبت نزدیکی دارد.
آسیاتیرانوس شکارچی قدرتمندی بود، با دندان‌های تیز و پاهای قوی که به آن اجازه می‌داد به سرعت در تعقیب طعمه‌ها بدود. فسیل‌های آن در مغولستان کشف شده است که اطلاعات ارزشمندی دربارهٔ تنوع دایناسورها که در دوران آن زندگی می‌کردند، ارائه می‌دهد. آسیاتیرانوس حس بویایی تیز و بینایی قوی داشت که به آن کمک می‌کرد به‌طور مؤثر شکار کند.